# Polyscias bernieri
Polyscias bernieri är en araliaväxtart som först beskrevs av Henri Ernest Baillon och Drake, och fick sitt nu gällande namn av René Viguier. Polyscias bernieri ingår i släktet Polyscias och familjen Araliaceae. Inga underarter finns listade.